# MOSEL
MOSEL（モーゼル）は、メルセデス・ベンツ車を主体とするチューニングメーカーである。

## 概要
事業内容としては自動車のチューニング、ドイツ モーゼル社の自動車部品の製造販売、アルミホイール、エアロパーツ、エキゾーストシステム、インテリアなどのそれぞれの開発業務がある。

## 歴史
2006年の2月、ジュネーブショーにて園川鉄夫、エルコーレ・スパーダ（Ercole Spada）、アキューム・シュトーレの3人で協議し日本モーゼル株式会社とMOSEL Cars GmbHを同時に立ち上げると決定する。
園川鉄夫を日本モーゼル株式会社の代表、アキュームシュトーレをMOSEL Cars GmbHの代表としエルコーレ・スパーダがカーデザインを担当することになる。
エルコーレ・スパーダは1938年、イタリアのヴァレーゼ（Varese）県のブスト・アルシーツィオ（Busto Arsizio）に生まれ長じてカーデザイナーとしての実績を上げる。1960年にはアストンマーティン DB4GTザガートのデザインを、1966年にはランボルギーニ 3500GTZのデザインを、更には1986年のBMW 7シリーズなどをデザインした実績を持つ。
園川鉄夫は1961年東京に生まれ、国内でベンツ5000台を販売した実績を誇り、AMG、FAB DESIGN、カールソン、ブラバスなど多数販売し、これまで北野武以下著名人への販売実績を持つ。これを機に日本の総輸入元となる。
アキュームシュトーレは1967年ドイツのシュトゥットガルト（Stuttgart）の郊外で生まれカールソン、シュトーレオートモービルなどの法人取締役を経て、今回MOSEL Cars HmbHの代表となった。尚、同社の代表は現在、ドイツのヒルジンゲン（Hilzingen）で生まれたロニー・レノー（Ronny Raynaud）になっている。
園川鉄夫、アキュームストーレが両企業の代表、エルコーレ・スパーダがカーデザインをする日独伊の三国を代表する俊英三人がこの二つの企業をスタートすることになる。2006年3月に両社ともに起業、2008年5月同時に法人設立を果たした。
日独伊の旧枢軸国の力を今こそ発揮できる時とばかりにMOSEL設立から19年以上経つ現在も希望に燃えている。
2024年9月に新型ベンツGクラスM57RS及びM75RS SUPER COMMANDERをデビューさせ、同時にプレスリリースにより発表した。
2025年1月にはM57RSに装備されたMOSELフルステンレスマフラーが国土交通省認可の検査機関・JATA（公益財団法人　日本自動車輸送技術協会）による加速騒音試験をクリアし、車検基準に適合することが承認された。M75RS SUPER COMMANDERも申請中で近々承認される見込み。

## MOSEL complete design
- MOSEL M62RS（メルセデス・ベンツ W223 S500ベース）
- MOSEL M65RS（メルセデス・ベンツ W223 S580ベース）
- MOSEL M63RS（メルセデス・ベンツ W221 W222 S63ベース）
- MOSEL BACH65RS（メルセデス・マイバッハ W223 S580ベース）
- MOSEL BACH78RS（メルセデス・マイバッハ W223 S65ベース）
- MOSEL M57RS（メルセデス・ベンツ W465 G450&G400ベース）
- MOSEL M75RS（メルセデス・ベンツ W465 G63ベース）